# Tudor Ciortea
Tudor Ciortea (Brașov, 28 novembre 1903 – Bucarest, 13 octobre 1982) est un compositeur roumain, également musicologue et professeur de musique.

## Formation et carrière
Ciortea naît à Brașov et commence ses études musicales sous la direction de Gheorghe Dima à Cluj. Il poursuit ses études au Conservatoire de Bucarest (aujourd'hui, Université nationale de musique) avec Ion Nonna Otescu et la composition, à Bruxelles avec Joseph Jongen et Paris, avec Nadia Boulanger et Paul Dukas. Il vit l'essentiel de sa vie à Bucarest, où il enseigne au Conservatoire de Bucarest pendant une trentaine d'années (1944–1973),. Parmi ses élèves figurent les compositeurs Liane Alexandra, Irina Odagescu, Maya Badian, Carmen Petra-Basacopol ou Marina Marta Vlad.
Ses compositions sont surtout centrées sur la musique de chambre et la mélodie sur des textes de poètes roumains. Il est influencé par l’impressionnisme de la musique de chambre française et les chants populaires de Transylvanie. Selon Nicolas Slonimsky, le meilleur de la musique de chambre de Ciortea est remarquable par sa « complexité contrapuntique ». En 1964, Ciortea remporte le prix Georges-Enesco de l'Académie roumaine, pour son octuor intitulé Din isprdvile lui Păcală (« Les aventures de Păcală », 1961, rév. 1966).
La maison Tudor Ciortea à Brașov contient certains objets personnels et des instruments, ainsi qu'un portrait de sa fille, la danseuse et chorégraphe Vera Proca-Ciortea. L'école de musique de Brașov est nommée en son honneur, Liceul de Muzica Tudor-Ciortea, tout comme chaque année, un festival de musique de chambre.